# Gottfried Schlegtendal
Friedrich Gottfried Schlegtendal (* 4. Januar 1804 in Duisburg; † 16. Juli 1879 ebenda) war ein deutscher Jurist und Politiker. Er war von 1851 bis 1863 Bürgermeister der Stadt Duisburg.

## Leben
Friedrich Gottfried Schlegtendal kam am 4. Januar 1804 als Sohn des Bürgermeisters und Justizkommissars Gottfried Schlegtendal (auch Schlechtendahl) und dessen Ehefrau Susanna Maria Dorothea, geborene Schöller, zur Welt. Er entstammte der alteingesessenen und einflussreichen Familie Schlegtendal aus Duisburg-Duissern. Er hatte mehrere Geschwister. Schlegtendal heiratete 1837 Luise Schombart. Die beiden hatten keine Kinder.
Schlegtendal war ebenso wie sein Vater und Großvater zuvor Jurist. 1839 wurde Schlegtendal, der zuvor Gerichtsassessor in Duisburg war, zum Justiz-Kommissarius beim Land- und Stadtgericht zu Duisburg ernannt. 1847 wurde Schlegtendal zusätzlich zum Notar im Gebiet des Oberlandesgericht Hamm bestellt.
Von 1851 bis 1863 war Gottfried Schlegtendal Bürgermeister der Stadt Duisburg. Erst seit dem 24. Juli 1876 hat Duisburg einen Oberbürgermeister. Während Schlegtendals Amtszeit begann mit Gründung der Niederrheinischen Hütte im Jahr 1851 die Blüte der Eisen- und Stahlindustrie in Duisburg. In kurzen Zeitabständen folgten darauf die Gründung weiterer Hütten und ab 1855 die ersten Bergbauschächte.
Er starb am 16. Juli 1879 in Duisburg.